# Bob Ray
Cecil M. Ray, conegut com a Bob Ray   (Barnstaple, 11 de novembre de 1918 - 28 d'abril de 2010) va ser un pilot de motociclisme anglès que va destacar en competicions de trial, motocròs i enduro durant les dècades del 1940 i 1950, sempre com a pilot oficial d'Ariel. Entre altres èxits destacats, va guanyar el British Experts Trial de 1946 i va formar part de l'equip britànic que va guanyar la primera edició del Motocròs de les Nacions, el 1947. A banda, com a membre de la selecció britànica als Sis Dies Internacionals (ISDT) va obtenir-hi una victòria al Vas (1948) i tres més al Trofeu (1949-1951).

## Biografia
Fill de grangers, Ray va aprendre a anar en moto de ben petit tot fent servir una antiga Ariel 350 del seu pare per a menar els ramats. En començar la Segona Guerra Mundial va demostrar una gran habilitat conduint una BSA militar mentre el seu instructor Jack Williams entrenava els reclutes a Denton Moor, Yorkshire. La seva perícia va fer que el nomenessin instructor de motociclistes i es va passar tota la guerra a Kendal desenvolupant aquesta tasca.
Acabada la guerra, Ariel, assessorada pels instructors militars de Ray, el va contractar com a pilot oficial per a competir en proves de trial, motocròs (anomenat aleshores scramble) i als ISDT. La primera prova important que va disputar amb la marca va ser el Colmore Cup Trial, en una edició inusualment fangosa. Tot i no fer-hi un bon paper, va anar millorant ràpidament i al cap de poques temporades ja havia guanyat trofeus importants en totes les disciplines que practicava, com ara el Trofeu Patchquick i el British Experts Trial el 1946, un guardó de primer nivell als Sis Dies d'Escòcia de Trial i la victòria per equips al Motocròs de les Nacions el 1947 i diverses medalles d'or als ISDT, on va competir 8 anys. La seva victòria al British Experts Trial va ser molt sonada en vèncer-hi rivals de la talla de Fred Rist, Jim Alves, Allan Jefferies, Hugh Viney, Charlie Rogers i Bill Nicholson.
Durant la dècada del 1950, Ray va ser un dels principals especialistes en fora d'asfalt britànics. Al llarg de la seva etapa d'activitat va pilotar sovint a les competicions de trial l'Ariel GOV 131 (l'equip disposava de tres motos oficials, amb matrícules correlatives: GOV 130 -pilotada per Ron Langston-, 131 i 132), tot i que de vegades pilotava la GOV 132, una moto que es va fer mundialment famosa quan Sammy Miller l'heretà en entrar a l'equip oficial de la marca el 1958, l'any en què Bob Ray es va retirar definitivament. La seva antiga GOV 131 li fou assignada a Gordon Blakeway.
Un cop retirat de les competicions, Bob Ray es va dedicar a dirigir una cadena de botigues de motocicletes que havia fundat el 1947 (amb establiments a Barnstaple, Braunton, Ilfracombe i Tiverton), alhora que participava en algunes proves de trial en automòbil (modalitat de què n'arribà a ser campió britànic) i en la promoció d'esdeveniments per als TV Scrambles de la BBC.

## El malnom 'Bob'
Cecil M. Ray apareix sovint com a "C.M. Ray" a les fonts coetànies, però també com a "Bob Ray", el nom amb què ha passat a la posteritat. L'origen d'aquest malnom és incert, però sembla estar relacionat amb la seva infantesa, quan acostumava a córrer amunt i avall (en anglès, "bob up and down") per casa.

## Palmarès
- 1 victòria al British Experts Trial (1946)
- 1 victòria al Motocross des Nations (1947)
- 3 victòries al Trofeu dels ISDT (1949-1951)
- 1 victòria al Vas dels ISDT (1948)